# SU.VI.MAX
SU.VI.MAX (SUpplémentation en VItamines et Minéraux Anti-oXydants) est une étude lancée le 11 octobre 1994 en vue de constituer une source d’informations sur la consommation alimentaire des français et leur état de santé. 
L'étude a été menée par Serge Hercberg, directeur de l’unité Inserm Épidémiologie nutritionnelle.

## Déroulement
Pendant 8 ans à partir de mars 1994, 13 017 hommes et femmes de 35 à 60 ans ont absorbé chaque jour des doses nutritionnelles de vitamines et minéraux antioxydants sous forme de capsule. La moitié d'entre eux prenait un placebo. Cette étude a été menée en double aveugle, c'est-à-dire que ni les médecins ni les sujets n'étaient informés de ce que contenait la capsule qui leur était donnée.
Les capsules d'anti-oxydants contenaient :
- 6 mg de bêta-carotène synthétique ;
- 120 mg de vitamine C ;
- 30 mg de vitamine E synthétique ;
- 20 mg de zinc ;
- 100 µg de sélénium.

## Résultats
Les conclusions ont été rendues officiellement au début de l’été 2003.
Aucune différence majeure n'a été décelée entre les groupes dans l'incidence totale du cancer (267 [4,1 %] pour le groupe d'étude vs 295 [4,5 %] pour le groupe placebo), l'incidence de maladies cardiovasculaires ischémiques (134 [2,1 %] vs 137 [2,1 %]) ou la mortalité toutes causes confondues (76 [1,2 %] vs 98 [1,5 %]). Cependant, une interaction significative entre sexe et effets de groupe sur l'incidence du cancer a été trouvé (P = .004). Une analyse stratifiée selon le sexe a montré un effet protecteur des antioxydants chez les hommes (risque relatif: 0,69 [intervalle de confiance à 95 % [IC], 0,53 à 0,91]), mais pas chez les femmes (risque relatif, 1,04 [IC 95 % : 0,85 à 1,29]) . Une tendance similaire a été observée pour la mortalité toutes causes confondues (risque relatif: 0,63 [IC 95 %, de 0,42 à 0,93] chez les hommes vs 1,03 chez les femmes [IC à 95, de 0,64 à 1,63 %], p = .11 pour l'interaction),. Aucun effet n'a été démontré pour les femmes. L'explication avancée est qu'elles étaient moins carencées en anti-oxydants avant l'étude que les hommes.
C'est en partie à partir de cette étude que le message de santé publique « mangez au moins cinq fruits et légumes par jour » a émané. Cependant, SUVIMAX évoque l'effet d'une complémentation en anti-oxydants sur les cancers, ces mêmes anti-oxydants étant contenus dans les fruits et légumes de bonne qualité. On présume donc que consommer ces derniers aurait un effet similaire.

## Critiques
La revue Prescrire était critique sur cette étude, déclarant que « les traitements « antioxydants » n'ont pas d'efficacité démontrée en prévention des cancers ou des affections cardiovasculaires. Leur utilisation en routine dans une population ayant une alimentation variée, similaire à celle de la population française, n'est pas justifiée. » L'étude ne montrait donc pas d'effets sur les critères de jugement principaux, le niveau de preuves d'une analyse en sous-groupe restant faible (baisse d'incidence des cancers chez les hommes)
En 2007, 7 000 séniors volontaires (âgés de 55 à 72 ans) ont été contactés pour faire partie d'une nouvelle étude baptisée SU.VI.MAX 2. L'objectif de cette seconde étude est de comprendre l'impact de l'alimentation sur le vieillissement.